# Tui Sutherland
 (février 2025).
Si vous disposez d'ouvrages ou d'articles de référence ou si vous connaissez des sites web de qualité traitant du thème abordé ici, merci de compléter l'article en donnant les références utiles à sa vérifiabilité et en les liant à la section « Notes et références ».
Pour les articles homonymes, voir Sutherland.
Œuvres principales
- Univers La Guerre des clans
- Série Les Royaumes de feu
- Série Animal Tatoo
- Série Sos Créatures Fantastiques

Tui T. Sutherland est une autrice américaine de livres jeunesse.

## Biographie
Tui T. Sutherland a grandi au Caracas, à Asuncion, à Miami, au New Jersey et dans la République dominicaine (Santo Domingo). Elle a également vécu à New York et vit actuellement à Watertown (Massachusetts) avec son époux Adam, ses deux enfants et son chien. Ayant été exposée à une variété de cultures et de traditions religieuses en grandissant, l'éventail d'idées explorées dans ses livres emprunte à ses expériences de vie à travers le monde et de voyages fréquents.
Les lieux qu'elle a visités ont souvent inspiré des lieux des Royaumes de feu tels que les Grottes de Waitomo en Nouvelle-Zélande et le Palais d'Ambre en Inde. Sutherland a commencé sa carrière en tant qu'éditrice avant de décider de quitter son emploi de jour et d'écrire des livres pour gagner sa vie.
Outre son vrai nom, elle écrit sous plusieurs noms de plume dont le pseudonyme collectif Erin Hunter, mais aussi 'Rob Kidd, Heather Williams et Tamara Summers.
Elle participe notamment à l'écriture de la série La Guerre des clans, qui met en scène des chats sauvages, et est l'autrice de la série Les Royaumes de feu, dont les héros sont des dragons.

## Œuvres

### SérieGlitter Tattoo
1. (en) Monster Party (with glitter tattoos), 2000
2. (en) Silly Creepy Crawlies (with glitter tattoos), 2000
3. (en) Glittering Galaxies: A Trip Through the Stars (with glitter tattoos), 2001

### SérieMo and Ella
1. (en) Meet Mo and Ella, 2001
2. (en) Fun with Mo and Ella, 2002

### SérieAvatars
1. (fr) So This Is How It Ends, 2006
2. (fr) Shadow Falling, 2007
3. (en) Kingdom Of Twilight, 2008

### UniversLa Guerre des clans
Les ouvrages sont parus sous le pseudonyme collectif Erin Hunter.

#### Guides
1. (en) Secrets of the Clans, 2007
2. (en) Code of the Clans, 2009
3. (en) Battles of the Clans, 2010

### UniversLa Quête des ours
Les ouvrages sont parus sous le pseudonyme collectif Erin Hunter.

#### Cycle I
1. L'aventure commence, Pocket Jeunesse, 2013 ((en) The Quest Begins, 2008)
2. Le Géant de feu, Pocket Jeunesse, 2014 ((en) Smoke Mountain, 2009)
3. Le Feu du ciel, Pocket Jeunesse, 2015 ((en) Fire in the Sky, 2010)

#### Cycle II
1. La Mer qui fond, Pocket Jeunesse, 2016 ((en) The Melting Sea, 2012)

### SériePirates of the Caribbean: Legends of the Brethren Court
1. (en) The Caribbean, 2008
2. (en) Rising In The East, 2008
3. (en) The Turning Tide, 2009
4. (en) Wild Waters, 2009

### SériePirates of the Caribbean: At World's End
1. (en) Pirates of the Caribbean: At World's End, 2007
2. (en) Pirates of the Caribbean: At World’s End: The Movie Storybook, 2007
3. (en) Pirates of the Caribbean: At World’s End: Force of Will, 2007
4. (en) Pirates of the Caribbean: At World’s End: The Mystic’s Journey, 2007
5. (en) Pirates of the Caribbean: At World’s End: Singapore!, 2007
6. (en) Pirates of the Caribbean: At World’s End: Saving Jack Sparrow, 2007

### SériePet Trouble
1. (en) Pet Trouble-Runaway Retriever, 2009
2. (en) Pet Trouble-Loudest Beagle on the Block, 2009
3. (en) Pet Trouble-Mud-Puddle Poodle, 2009
4. (en) Pet Trouble-Bulldog Won't Budge, 2009
5. (en) Pet Trouble-Oh No, Newf!, 2010
6. (en) Pet Trouble-Smarty-Pants Sheltie, 2010
7. (en) Pet Trouble-Bad to the Bone Boxer, 2010
8. (en) Pet Trouble-Dachshund Disaster, 2010

### UniversLes Royaumes de feu

#### SérieLes Royaumes de feu
Les Royaumes de feu est une série best-seller où dans chaque livre,l’histoire nous est racontée par des protagonistes différents, ceux-ci représentés sur les couvertures.

##### Cycle I:La Prophétie des dragonnets
Dans ce cycle, on apprend qu’il y a une guerre et que de malheureux problèmes courent à Pyrrhia. Les dragonnets du destin vont réaliser des actes héroïques pour le sauver.
1. La Prophétie, Gallimard Jeunesse, 2015 ((en) The Dragonet Prophecy, 2012)
2. La Princesse disparue, Gallimard Jeunesse, 2015 ((en) The Lost Heir, 2013)
3. Au cœur de la jungle, Gallimard Jeunesse, 2015 ((en) The Hidden Kingdom, 2013)
4. L'Île au secret, Gallimard Jeunesse, 2016 ((en) The Dark Secret, 2013)
5. La Nuit-la-plus-claire, Gallimard Jeunesse, 2016 ((en) The Brightest Night, 2014)

##### Cycle II:La Prophétie de la montagne de Jade
Après la fin de cette guerre, un personnage appelé Spectral va faire son apparition.
1. La Montagne de jade, Gallimard Jeunesse, 2017 ((en) Montain of Jade, 2014)
2. Le Piège de glace, Gallimard Jeunesse, 2017 ((en) Winter Turning, 2015)
3. La Mission de Péril, Gallimard Jeunesse, 2018 ((en) Escaping Peril, 2016)
4. Les Serres du pouvoir, Gallimard Jeunesse, 2018 ((en) Talons of Power, 2016)
5. La Tempête de sable, Gallimard Jeunesse, 2019 ((en) Darkness of Dragons, 2017)

##### Cycle III:Le Continent perdu
Sur un autre continent, trois espèces y vivent et une domine les autres. Quelques dragons vont se rebeller pour découvrir les secrets que cache le clan dominant sur ce continent.
1. Le Continent perdu, Gallimard Jeunesse, 2020 ((en) The Lost Continent, 2018)
2. Les Rebelles de Pantala, Gallimard Jeunesse, 2020 ((en) The Hive Queen, 2018)
3. Le Souffle du mal, Gallimard Jeunesse, 2021 ((en) The Poison Jungle, 2019)
4. Le Trésor interdit, Gallimard Jeunesse, 2022 ((en) The Dangerous Gift, 2021)
5. Les Flammes de l'espoir, Gallimard Jeunesse, 2023 ((en) The Flames of Hope, 2022)

#### Légendes
1. Spectral, Gallimard Jeunesse, 2022 ((en) Darkstalker, 2016)
2. Tueurs de dragons, Gallimard Jeunesse, 2024 ((en) Dragonslayer, 2020)

#### Romans indépendants
- Destinées, Gallimard Jeunesse, 2025 ((en) The Winglets Quartet, 2020), trad. Vanessa Rubio-Barreau, 240 p.  (ISBN 978-2-07-521968-6)

#### Bande dessinéesLes Royaumes de feu
1. La Prophétie, Gallimard Jeunesse, 2019 ((en) The Dragonet Prophecy, 2018)
2. La Princesse disparue, Gallimard Jeunesse, 2019 ((en) The Lost Heir, 2019)
3. Au cœur de la jungle, Gallimard Jeunesse, 2020 ((en) The Hidden Kingdom, 2019)
4. L'Île au secret, Gallimard Jeunesse, 2021 ((en) The Dark Secret, 2020)
5. La Nuit-la-plus-claire, Gallimard Jeunesse, 2022 ((en) The Brightest Night, 2021)
6. La Montagne de Jade, Gallimard Jeunesse, 2023 ((en) Moon Rising, 2022)
7. Le Piège de glace, Gallimard Jeunesse, 2024 ((en) Winter Turning, 2023)

### UniversAnimal Tatoo

#### SérieAnimal Tatoo
Chaque volume de cette série est écrit par un écrivain différent. Les auteurs des autres volumes sont : Brandon Mull (tome 1), Maggie Stiefvater (tome 2), Garth Nix et Sean Williams (tome 3), Shannon Hale (tome 4), Eliot Schrefer (tome 6) et Marie Lu (tome 7).
1. Trahisons, Bayard, 2016 ((en) Against the Tide, 2014)

#### Hors-séries
- Le Livre de Shane, Bayard, 2020 ((en) The Book of Shane, 2014)Écrit avec Nick Eliopulos.

### SérieSOS créatures fantastiques
Cette série est coécrite avec Kari H. Sutherland.
1. Le Secret des petits griffons, Gallimard Jeunesse, 2019 ((en) The Menagerie, 2013)
2. Le Procès du dragon, Gallimard Jeunesse, 2020 ((en) Dragon on Trial, 2014)
3. Le Mystère du kraken, Gallimard Jeunesse, 2020 ((en) Krakens and Lies, 2015)

### Romans indépendants
- (en) Jewel Sticker Stories: Stories of the Stars, 2000
- (en) Kermit's Mixed-Up Valentines, 2001Écrit avec Emily Sollinger.
- (en) Hide and Go Peep!, 2001
- (en) Who Was Harry Houdini?, 2002
- (en) This Must Be Love, 2004
- (en) He's With Me, 2007
- (en) Nellie Oleson Meets Laura Ingalls, 2007
- (en) Save the Date, 2008
- (en) Never Bite a Boy on the First Date, 2009